# Separation av militärens och polisens roller
Separation av militärens och polisens roller är en princip enligt vilken militär och ordningsmakt utför tydligt skilda uppgifter och inte lägger sig i varandras områden. Militärens syfte är att utkämpa krig, medan ordningsmaktens syfte är att upprätthålla landets lagar. Ingen av dem är tränad att utföra den andres jobb. Militär och ordningsmakt skiljer sig, ibland fundamentalt, i områden som grunden för sin auktoritet, träning i bruk av våld, träning i att utreda brott och att verka i domstol, samt träning i att upprätthålla lagar och att försäkra medborgarna deras friheter och rättigheter.:3
Även områden som droghandel, organiserad brottslighet eller terrorism kommer kräva sofistikerade färdigheter att utreda och att följa procedurer för en brottsutredning såväl som ett nära samarbete med åklagare och domstolsväsende. Dessa är utan tvekan egenskaper som endast tillskrivs polisutredare. Militär, å andra sidan, är utbildade och tränade att försvara nationens territorium från utländska militära hot och är utrustade med vapen utformade för att döda fienden, snarare än att bedöva eller avväpna.:25 Närvaron av tungt beväpnad militär som ersättare för en ordningsmakt kan lugna oroliga civila, men bör i bästa fall vara partiell och kortsiktig.:26

## I Sverige
Ådalshändelserna var det händelseförlopp kring en arbetskonflikt i Ådalen i mitten av maj 1931, där fem personer sköts ihjäl av militär som stod under polismans befäl.

## I USA
I USA sätter lagen Posse Comitatus Act (1878) begränsningar för (men förbjuder inte:4) federala myndigheter att sätta in militär personal eller nationalgardet för att upprätthålla inrikes lagar.
Det finns exempel då militären har kallats in (såsom  vid nationella kriser orsakade av naturkatastrofer eller oordning) och då har räddat liv och återställt ordningen, så som vid kravallerna i Los Angeles 1992 och efter orkanen Katrina 2005. Å andra sidan finns det även exempel då inrikes användning av militären har gått illa, som vid skottdramat vid Kent State University 1970.:4
På 1980-talet diskuterade USA:s kongress en bredare militär roll, men Ronald Reagans försvarsminister Frank Carlucci vittnade då att han bestämt motsatte sig att ge försvarsmyndigheten uppgiften att upprätthålla ordningen i landet, och att han ännu mer bestämt motsatte sig att lätta på de begränsningar som Posse Comitatus Act medförde för att använda militären till att söka, beslagta, och arrestera. Han sade att han hade pratat om detta med presidenten och andra erfarna ministrar i kabinettet och att dessa åsikter delades inom hela Reagans administration.

## Fotnoter